# Светильник матери
«Светильник матери» (другой вариант названия — «Ожидание», азерб. İntizar) — советская короткометражная драма 1970 года производства киностудии Азербайджанфильм, являющиеся экранизацией одноимённой повести Энвера Мамедханлы.

## Синопсис
Фильм рассказывает о событиях периода 1919—20 гг. В этот период произошла революция и вся молодёжь задействована на предотвращение последствий революции. Мать отправила своего сына на предотвращение последствий и очень сильно страдает, ждёт его, но судьба распорядилась иначе. После потери своего сына его мать стала добрее и мужественнее.

## Создатели фильма

### В ролях
Лейла Бадирбейли — мать
Шахмар Алекперов — сын
Мехди Рагимов
Исмаил Османлы (в титрах не указан)

### Административная группа
оригинальный текст: Энвер Мамедханлы
автор сценария и режиссёр: Тофик Исмайлов
оператор: Игорь Богданов
художник: Мамед Гусейнов
композитор: Фарадж Гараев
звукооператор: Акиф Нуриев